# روغن هسته پالم

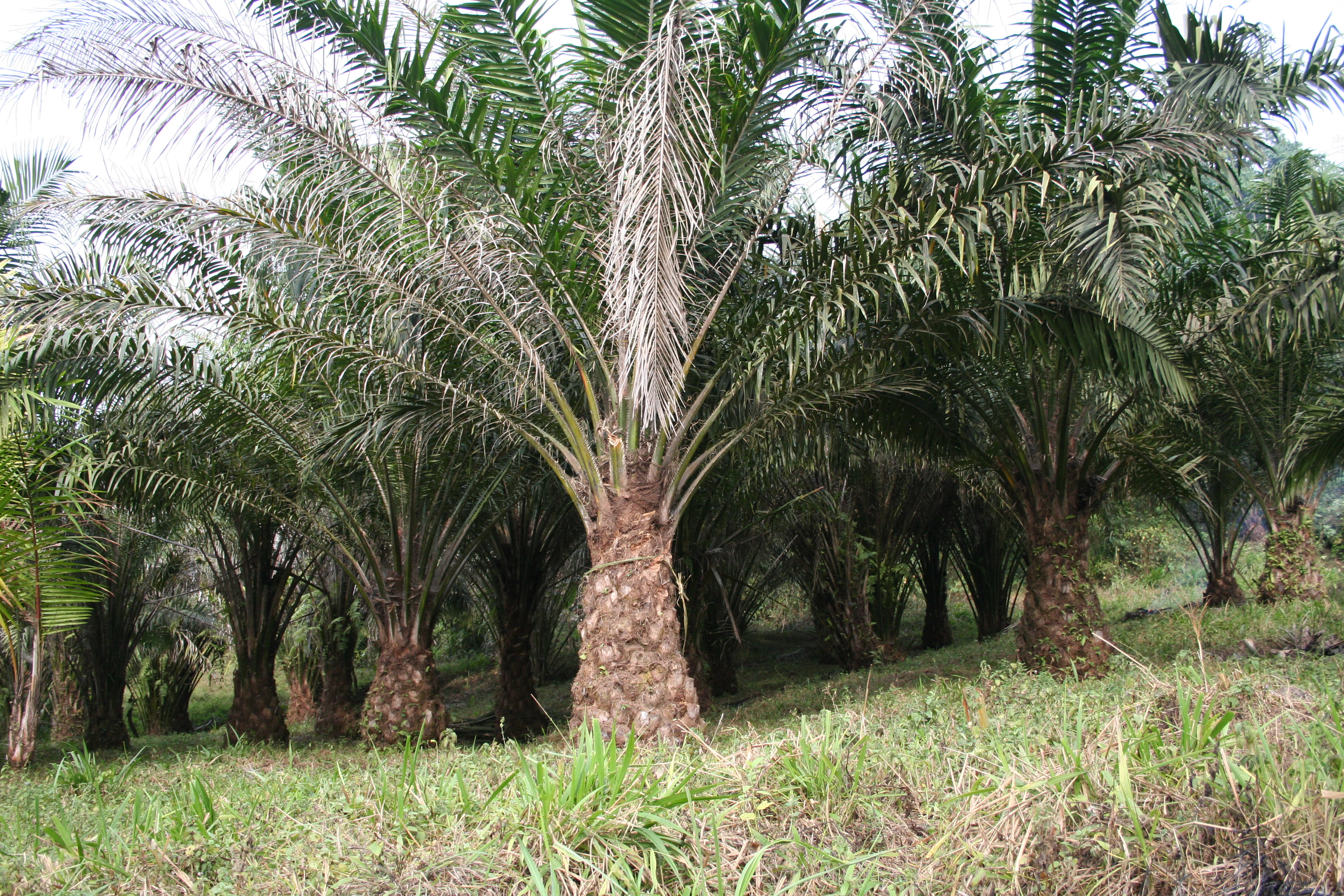
روغن هسته پالم

روغن هسته پالم، از مغز هسته‌های میوه پالم استخراج و از نظر ترکیب و خصوصیات فیزیکی با روغن پالم متفاوت و مصارف و بازار جداگانه‌ای دارد.
تولید روغن هسته پالم همراه تولید روغن پالم بوده و مقدار ۱۳-۱۰ تن روغن هسته پالم به ازای هر ۱۰۰ تن روغن پالم تولید می‌شود. هسته خشک پالم در حدود ۵۳-۴۴ درصد روغن دارد.
روغن هسته پالم بیش از ۸۰ درصد چربی اشباع دارد.